# AlmaznicStudio
AlmaznicStudio — игровая студия, основанная в 2023 году. Команда смогла создать более пяти игр, каждая из которых отличается своим стилем, атмосферой и подходом к геймплею.
Главная цель студии — дарить игрокам новые впечатления, сочетая творческие идеи, разнообразные жанры и уникальный визуальный стиль. AlmaznicStudio не боится экспериментов: от мрачных хорроров с напряжённой атмосферой до аркадных проектов и симуляторов

Игры :
1. Самая первая игра - Car Simulator, простая симулятор игра-песочница.
2. Дальше - в 2024 - Strike(Alpha) Простая игра - шутер где надо выстреливаться от зайцев и перемещаться по локации.
3. Теперь - 2025. Выходит 1 игра хоррор от AlmaznicStudio Bad Killer. Игра, где нужно выйти из леса куда-то, но в лесу вы не одни....
4. Тоже 2025 - Mine And Building Alpha-Development Version. Игра клон Майнкрафта которая не вышла, и в ней кучу недоработок (лаги, фризы, не оптимизированая игра, баги.)
5. 2025 - Пока последняя на данный момент игра и лучшая за историю AlmaznicStudio - Bad Killer In Cellar. Хоррор где ты после 1 части игры оказываешся в подвале, где ты опять не один, но уже с другим.

Текстур Паки:
1. Granny Slendrina's mod Chapter Two(Granny:Chapter Two)
2. Slendrina One(Granny 1)
3. Slendrina The Cellar(Slendrina The Cellar)
4. Все текстур паки скоро будут доступны.

GameJolt